# George Wallace
George Corley Wallace Jr. (Clio, Alabama; 25 de agosto de 1919-Montgomery, Alabama; 13 de septiembre de 1998) fue un político y nacionalista blanco estadounidense que fue gobernador de Alabama durante cuatro mandatos. Miembro del Partido Demócrata, se le recuerda sobre todo por sus firmes opiniones segregacionistas y populistas. Durante su mandato, promovió "el desarrollo industrial, los impuestos bajos y las escuelas de comercio".
Wallace aspiró a la presidencia de Estados Unidos como demócrata en tres ocasiones, y una vez como candidato del Partido Independiente Americano, sin éxito en todas ellas. Wallace se opuso a la desegregación y apoyó las "leyes Jim Crow" durante el movimiento por los derechos civiles en Estados Unidos, declarando en su discurso inaugural de 1963 que estaba a favor de "la segregación ahora, la segregación mañana, la segregación para siempre".

## Biografía
Nacido en Clio (Alabama) Wallace asistió a la Facultad de Derecho de la Universidad de Alabama y sirvió en el Cuerpo Aéreo del Ejército de los Estados Unidos durante la Segunda Guerra Mundial. Después de la guerra, ganó la elección a la Cámara de Representantes de Alabama y fue juez del estado. Wallace buscó por primera vez la candidatura demócrata en las elecciones a gobernador de Alabama de 1958. Inicialmente moderado en cuestiones raciales, Wallace adoptó una postura segregacionista de línea dura tras perder la nominación de 1958. Wallace se presentó de nuevo a las elecciones a gobernador en 1962 y las ganó. Tratando de detener la integración racial de la Universidad de Alabama, Wallace se ganó la notoriedad nacional al situarse frente a la entrada de la Universidad de Alabama, bloqueando el paso de los estudiantes negros. Wallace dejó el cargo después de un mandato debido a los límites de éste, pero su esposa, Lurleen Wallace, ganó las siguientes elecciones y le sucedió, aunque él era el gobernador de facto.

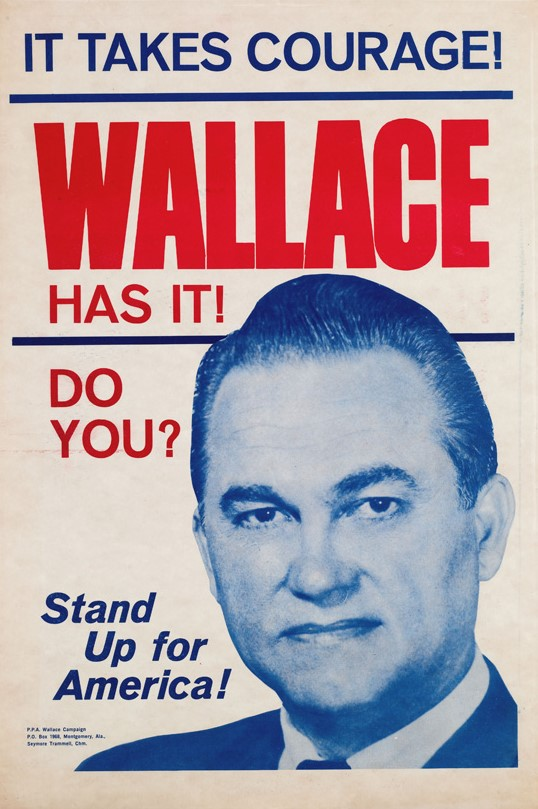
Cartel electoral de George Wallace para las elecciones presidenciales de Estados Unidos de 1968. En el cartel se dice: "Se necesita coraje. ¡Wallace lo tiene! ¿Tú lo tienes? Defiende a Estados Unidos".

Wallace desafió al presidente en ejercicio Lyndon B. Johnson en las primarias presidenciales demócratas de 1964, pero Johnson se impuso en dicha interna. En las elecciones presidenciales de 1968, Wallace hizo una campaña de tercer partido en un intento de forzar una elección de contingencia en la Cámara de Representantes de los Estados Unidos, aumentando así el peso político de los líderes segregacionistas del Sur. Wallace ganó cinco estados del Sur, pero no logró forzar una elección contingente. Desde 2021 sigue siendo el último candidato de un tercer partido en recibir los votos comprometidos del colegio electoral de cualquier estado. 
Wallace fue elegido para otro mandato como gobernador de Alabama en 1970 y se presentó a las primarias presidenciales demócratas de 1972, haciendo de nuevo campaña a favor de la segregación. Su campaña terminó cuando Arthur Bremer le disparó en Maryland, y Wallace quedó paralizado por debajo de la cintura durante el resto de su vida. Bremer fue condenado a 63 años de prisión por el tiroteo, que posteriormente se redujo a 53 años tras una apelación; cumplió 35 años de la condena reducida y salió en libertad condicional en 2007.
Wallace ganó la reelección como gobernador en 1974, y volvió a aspirar sin éxito a la candidatura presidencial demócrata en las primarias demócratas de 1976. A finales de la década de 1970, Wallace anunció que se había convertido en un cristiano renacido y moderó sus opiniones sobre la raza, renunciando a su anterior apoyo a la segregación. Wallace dejó el cargo en 1979, pero volvió a la política y ganó la elección para un cuarto y último mandato como gobernador en 1982. Wallace es el tercer gobernador más longevo de la historia de Estados Unidos, con 5.848 días de mandato.